# Leipoldtia alborosea
Leipoldtia alborosea är en isörtsväxtart som först beskrevs av L. Bol., och fick sitt nu gällande namn av H.E.K. Hartmann, D. Stüber. Leipoldtia alborosea ingår i släktet Leipoldtia och familjen isörtsväxter. Inga underarter finns listade i Catalogue of Life.